# Koubanack
Koubanack est un village de la région de Ziguinchor dans la région historique de Casamance dans le sud du pays.
Département de Bignona
Communauté rurale : Diouloulou CR

## Géographie

### Population
| 1962                                                             | 1968 | 1975 | 1982 | 1990 | 1999 |
| ---------------------------------------------------------------- | ---- | ---- | ---- | ---- | ---- |
| 0                                                                | 0    | 0    | 0    | 0    | 0    |
| Nombre retenu à partir de 1962 : Population sans doubles comptes |      |      |      |      |      |